# Starik Khottabytj
Starik Khottabytj (russisk: Старик Хоттабыч) er en sovjetisk spillefilm fra 1956 af Gennadij Kasanskij.

## Medvirkende
- Nikolaj Volkov som Hassan Abdurrahman ibn Khottab
- Aleksej Litvinov som Volka Kostylkov
- Gena Khudyskov som Zjenja
- Ljova Kovaltjuk som Goga Piljukin
- Maja Blinova